# Triprocris
Triprocris là một chi bướm đêm thuộc họ Zygaenidae.

## Các loài
- Triprocris smithsoniana (Clemens, 1860)
- Triprocris yampai Barnes, 1905